# Sidi Abderrahmane
Sidi Abderrahmane (em árabe: سيدي عبد الرحمان) é uma cidade e comuna localizada na província de Chlef, Argélia. Segundo o censo de 2008, a população total da cidade era de 4 349 habitantes.